# Kriechendes Gipskraut
Das Kriechende Gipskraut (Gypsophila repens), gärtnerisch Zwergschleierkraut genannt, ist eine Pflanzenart aus der Gattung der Gipskräuter (Gypsophila) innerhalb der Familie der Nelkengewächse (Caryophyllaceae).

## Beschreibung

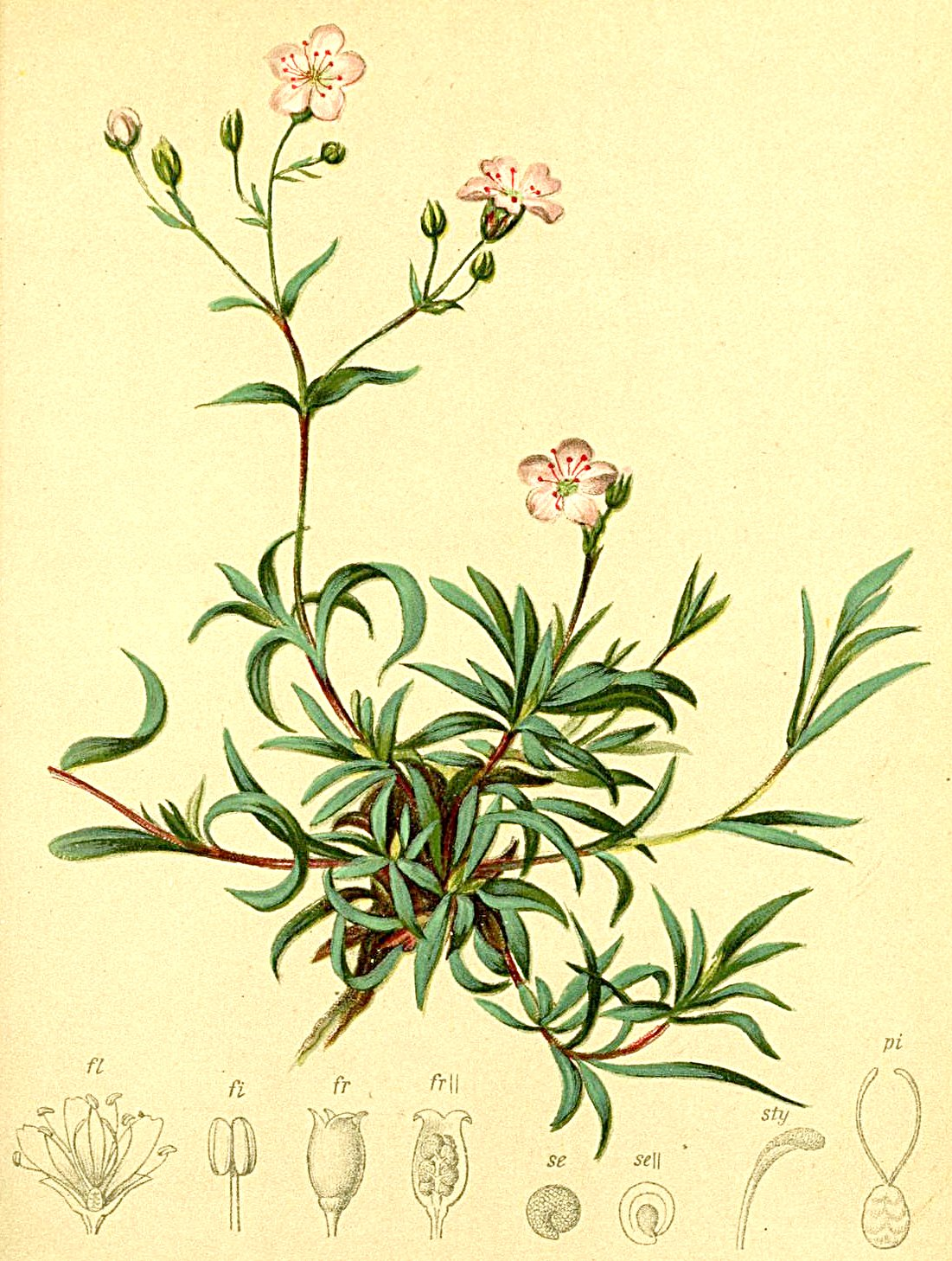
Illustration aus Atlas der Alpenflora

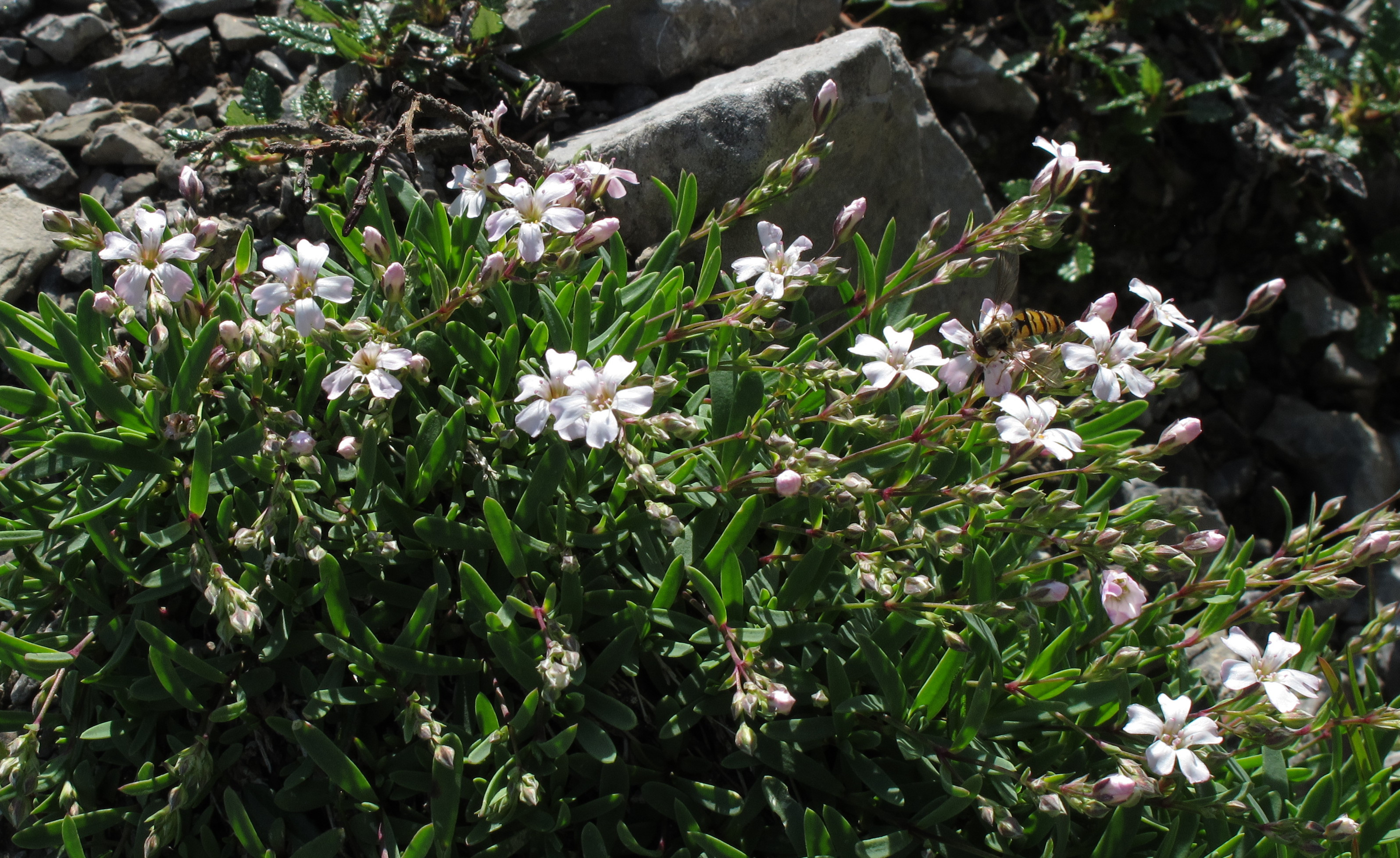
Habitus, Laubblätter und Blüten

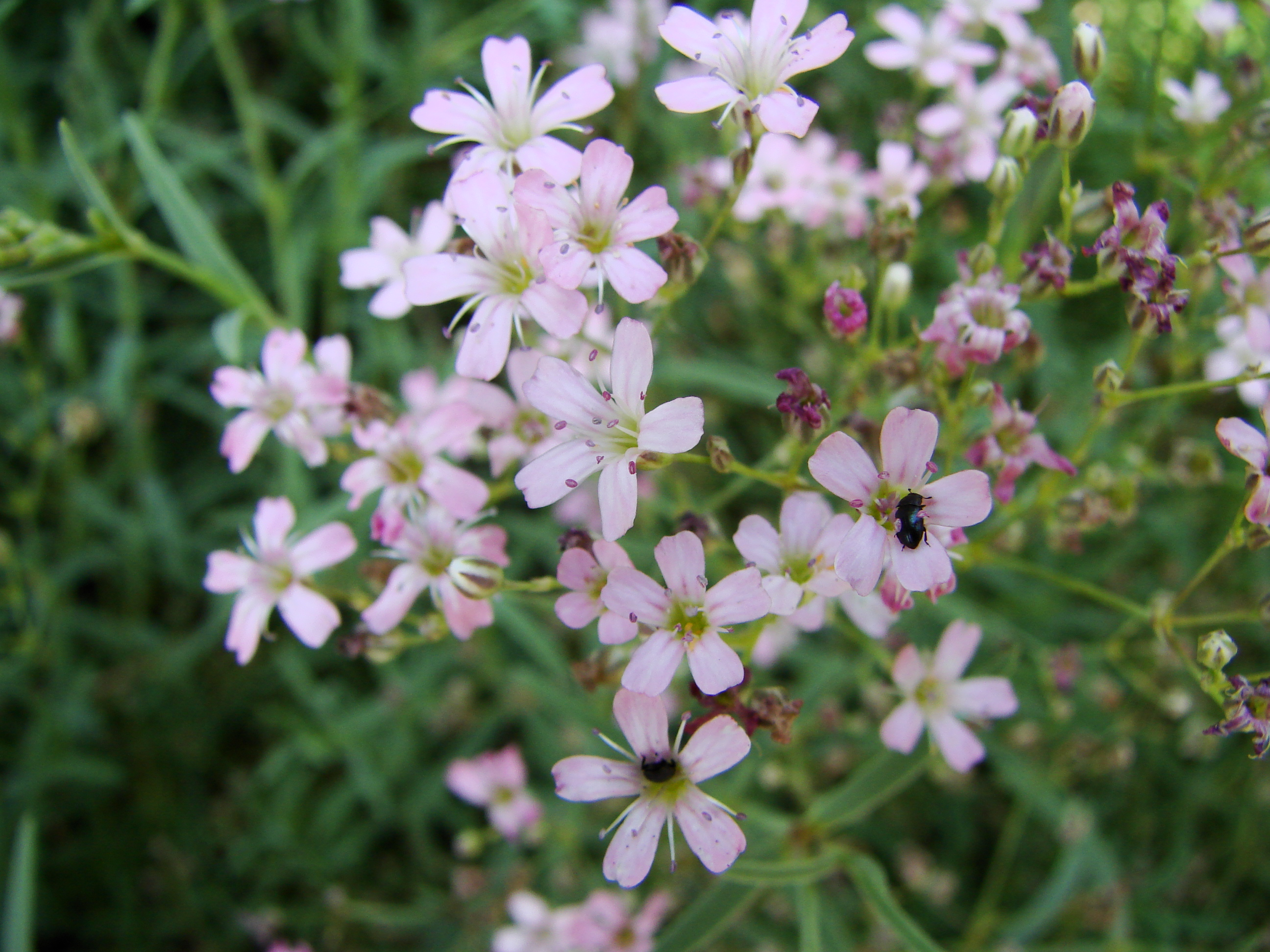
Blüten rosafarben

### Vegetative Merkmale
Beim Kriechenden Gipskraut handelt sich um eine ausdauernde krautige Pflanze. Die Sprosse sind reich verzweigt. 
Der kahle, blaugrüne und niederliegende bis aufsteigende Stängel erreicht einschließlich der Blütenstände Wuchshöhen von 10 bis 25 Zentimetern. Die Pflanze kann bis zu 2 Meter tief wurzeln.
Die Laubblätter sind gegenständig am Stängel angeordnet. Die einfache, kahle und blaugrün Blattspreite ist bei einer Länge von etwa 1 bis 3 Zentimetern sowie einer Breite von 1,5 bis 3 Millimetern schmal-lanzettlich. Sie sind sitzend, ganzrandig und etwas fleischig.

### Generative Merkmale
Die Blütezeit reicht von Mai bis September. Viele Blüten sind in lockeren Thyrsus angeordnet. Die Blütenstiele sind zwei- bis fünfmal so lang wie der Kelch. Der Kelch ist 3 bis 4 Millimeter lang. Die Kelchzähne sind eiförmig und zugespitzt. Die Blüten sind weiß oder rosafarben und haben einen Durchmesser von einem knappen 1 Zentimeter. Die fünf Kelchblätter sind bis etwa der Hälfte ihre Länge glockig verwachsen. Die Kronblätter sind am oberen Ende gerundet bis etwas ausgerandet. Die Staubblätter sind etwas kürzer als die Kronblätter. Die Fruchtkapsel ist eiförmig bis rundlich- Die Samen tragen lange spitze konische Höcker.
Die Chromosomenzahl beträgt 2n = 34 oder 36.

## Ökologie
Das Kriechende Gipskraut ist ein sogenannter Schuttdecker: Von der kräftigen Pfahlwurzel entspringen zahlreiche, oft verholzte Zweige, die sich nach dem Abfallen der Blätter bewurzeln und zu liegenden Rhizomen („Wurzelstöcken“) werden. Die Pflanze bildet ein dem Boden aufliegendes ausdauerndes Sprosssystem, das auch im Winter beblätterte Zweige hervorbringt. Es wird deswegen manchmal als Halbstrauch bezeichnet. Von diesem Sprosssystem erheben sich die aufrechten, zarten Stängel mit den duftigen Blüten. Obwohl die Einzelblüten klein sind, wirkt die große Fülle auf Insekten anziehend. Die Art ist ein Wintersteher, Samen reifen und keimen noch in Höhenlagen von 2300 Metern.

## Vorkommen
Es gibt Fundortangaben für Spanien, Frankreich, Italien, die Schweiz, Deutschland, Österreich, Polen, Slowenien, Kroatien und die Slowakei.
In den Kalkalpen ist das Kriechende Gipskraut recht verbreitet. Ansonsten kommt es eher selten in anderen höheren Gebirgen Europas (Hohe Tatra, Apennin, Harz) vor. So berichtet die von Christian August Friedrich Garcke ins Leben gerufene Illustrierte Flora von Deutschland in ihrer Ausgabe von 1912 von einem größeren Vorkommen bei Walkenried im Harz.
Das Kriechende Gipskraut wächst wild auf kalk- oder gipshaltigen Böden, auf Kalkschutt oder in Trockenrasen in Kalkgebieten. Normalerweise lebt es in der alpinen Region; Samen werden aber regelmäßig auch in die Täler oder ins Alpenvorland hinabgeschwemmt und keimen dort erfolgreich. Ansonsten ist es in Höhenlagen von 1300 bis 3000 Metern anzutreffen. Es erreicht im Kanton Wallis bei Zermatt die Höhe von 3103 Meter. Gypsophila repens ist pflanzensoziologisch eine Charakterart der Klasse Thlaspietea rotundifolii und kommt besonders in Pflanzengesellschaften der Verbände Petasition paradoxi und Epilobion fleischeri vor. Die ökologischen Zeigerwerte nach Landolt et al. 2010 sind in der Schweiz: Feuchtezahl F = 3+w (feucht aber mäßig wechselnd), Lichtzahl L = 5 (sehr hell), Reaktionszahl R = 5 (basisch), Temperaturzahl T = 2 (subalpin), Nährstoffzahl N = 2 (nährstoffarm), Kontinentalitätszahl K = 3 (subozeanisch bis subkontinental).

## Taxonomie
Die Erstveröffentlichung von Gypsophila repens erfolgte 1753 durch Carl von Linné in Species Plantarum, Tomus I, S. 407.

## Nutzung
Zuchtformen gedeihen auch auf jedem nicht Wasser stauenden Boden und werden deshalb gerne in Steingärten verwendet.